# Zámecká kolonáda
Zámecká kolonáda je částečně přístupná lázeňská památka, jedna z pěti lázeňských kolonád Karlových Varů. Je situována na skalním masivu spolu se Zámeckou věží nad Tržní kolonádou. Kolonáda v minulosti často měnila svou podobu. Vyvěrá zde Horní zámecký pramen.

## Historie stavby
Vybudování kolonády souviselo s objevením Zámeckého pramene v roce 1769. První altán byl postaven nad pramenem v roce 1797. V roce 1830 byl přestavěn podle architekta Josefa Esche a doplněn o osm toskánských sloupů a malou dřevěnou kolonádu. V roce 1845 město nechalo zbourat dům, který bránil rozvoji kolonády, což umožnilo více zvelebit prostor stavby a rozšířit ji o park. V roce 1849 byl altán zbourán a nahradila ho nová, větší stavba. Již koncem 19. století ale kolonáda chátrala, a proto byla v letech 1911–1913 nahrazena secesní stavbou podle architekta Friedricha Ohmanna.

## Současná situace
Opětovně zchátralá kolonáda byla přestavěna v letech 2000–2001 na léčebné zařízení podle architekta Alexandra Mikoláše. Od této doby je přístupný pouze altánek s vývěrem Horního zámeckého pramene. Zbylá část kolonády je přístupná pouze hostům lázní. Dolní lázeňský pramen od té doby vyvěrá v prostoru Tržní kolonády. V nepřístupné části kolonády se nachází vřídlovcová socha Ducha pramenů z roku 1913. Socha Ducha pramenů byla přístupná pouze během víkendových dnů otevřených dveří památek v Karlových Varech v roce 2018.
Kolonáda je ve vlastnictví města. Město ji během poslední rekonstrukce pronajalo na 49 let společnosti Eden Group, která má kolonádu pronajatou skrze firmu Zámecká kolonáda, a.s. a vlastní 90 % jejich akcií. 10 % akcií je v majetku města Karlovy Vary. Z důvodu obtížného splácení úvěru na rekonstrukci Zámeckých lázní požádala společnost Eden Group město v srpnu roku 2018 o spolupodílení se na vypořádání dluhu.